# Spoorlijn Bremervörde - Osterholz-Scharmbeck
De spoorlijn Bremervörde – Osterholz-Scharmbeck is een Duitse spoorlijn als lijn 9132 onder beheer van DB Netze.

## Geschiedenis
Het traject werd door de Kleinbahn Bremervörde-Osterholz GmbH (KBO) in fases geopend:
- 23 juni 1909: Bremervörde – Gnarrenburg
- 9 februari 1911: Gnarrenburg – Osterholz-Scharmbeck

Het traject werd op 27 september 1992 door de Eisenbahnen und Verkehrsbetriebe Elbe-Weser GmbH (EVB) overgenomen van de Staat Nedersaksen.

## Treindiensten

### BOE
De Bremervörde-Osterholzer Eisenbahn GmbH (BOE) verzorgde tot 18 maart 1978 het personenvervoer op dit traject. Dit vervoer werd vervangen door vervoer per bus.

### EVB
Sinds mei 2006 verzorgt de Eisenbahnen und Verkehrsbetriebe Elbe-Weser (EVB) in de zomer maanden een toeristische trein onder de naam Moorexpress.

## Aansluitingen
In de volgende plaatsen was of is er een aansluiting op de volgende spoorlijnen:
Bremervörde
DB 1300, spoorlijn tussen Bremerhaven-Wulsdorf en Buchholz
DB 1711, spoorlijn tussen Hannover en Bremervörde
Osterholz-Scharmbeck
DB 1740 spoorlijn tussen Wunstorf en Bremerhaven